# 広大里駅
広大里駅（クァンデリえき）は、大韓民国京畿道驪州市にあった水驪線の駅である。

## 歴史
- 1966年7月23日 - 開通[1]。
- 1967年9月1日 - 乙種代売所に指定[2]。
- 1972年3月31日 - 廃止[3]。